# Všeruby (Plzeň-sever)
Všeruby é uma cidade checa localizada na região de Plzeň, distrito de Plzeň-sever.